# Oberea postbrunnea
Oberea postbrunnea là một loài bọ cánh cứng trong họ Cerambycidae.